# Villa de los Niños
Villa de los Niños es una localidad del estado mexicano de Jalisco. Es parte del municipio de Acatlán de Juárez.

## Demografía
| Censo | Población |
| ----- | --------- |
| 2000  | 1 019     |
| 2010  | 1 490     |
| 2020  | 1 549     |